# Yeongdong
Der Landkreis Yeongdong (kor.: 보은군, Yeongdong-gun) befindet sich in der Provinz Gyeongsangnam-do. Der Verwaltungssitz befindet sich in der Stadt Yeongdong-eup. Der Landkreis hatte eine Fläche von 845 km² und eine Bevölkerung von 49.591 Einwohnern im Jahr 2019.
Während des Koreakrieges ereignete sich hier das Massaker von Nogeun-ri.

Lage des Landkreises in Chungcheongbuk-do